# Пасуш-де-Феррейра
Па́суш-де-Ферре́йра (порт. Paços de Ferreira; МФА: [ˈpa.suʒ dɨ fɨ.ˈʁɐj.ɾɐ], Па́суж-ди-Фирре́йра) — муніципалітет і місто в Португалії, в окрузі Порту. Розташований у північно-західній частині країни, на теренах історичної португальської провінції Дору-Міню. Належить до Портуської діоцезії Католицької церкви в Португалії. Права міського самоврядування має з 1836 року. Поділяється на 12 парафій. За адміністративним поділом, чинним до 1976 року, був складовою провінції Берегове Дору. Площа муніципалітету — 70,99 км², населення муніципалітету — 56340 ос. (2011); густота населення — 793,63 осіб/км²
. Патрон — свята Евлалія. Святковий день муніципалітету — 6 листопада. Поштовий індекс — 4590, 4595.  Код місцевої адміністративної одиниці — 1309. Складова статистичного регіону Північ.

## Географія
Пасуш-де-Феррейра розташоване на північному заході Португалії, в центрі округу Порту.
Пасуш-де-Феррейра межує на півночі та заході з муніципалітетом Санту-Тірсу, на сході — з муніципалітетом Лозада, на півдні — з муніципалітетом Паредеш, на південному заході — з муніципалітетом Валонгу.

## Населення
| Кількість мешканців | Кількість мешканців | Кількість мешканців | Кількість мешканців | Кількість мешканців | Кількість мешканців | Кількість мешканців | Кількість мешканців | Кількість мешканців | Кількість мешканців | Кількість мешканців | Кількість мешканців | Кількість мешканців | Кількість мешканців | Кількість мешканців | Кількість мешканців |
| ------------------- | ------------------- | ------------------- | ------------------- | ------------------- | ------------------- | ------------------- | ------------------- | ------------------- | ------------------- | ------------------- | ------------------- | ------------------- | ------------------- | ------------------- | ------------------- |
| 1864                | 1878                | 1890                | 1900                | 1911                | 1920                | 1930                | 1940                | 1950                | 1960                | 1970                | 1981                | 1991                | 2001                | 2011                |                     |
| 9 627               | 10 226              | 11 361              | 11 900              | 13 924              | 13 864              | 15 686              | 18 697              | 21 999              | 27 537              | 33 655              | 40 687              | 44 190              | 52 985              | 56 340              |                     |

## Спорт
- Пасуш-де-Феррейра (футбольний клуб)